# Vioolconcert nr. 2 (Sjostakovitsj)
Het Vioolconcert nr. 2 in cis-mineur, opus 129 is een compositie van de Russische componist Dmitri Sjostakovitsj geschreven in 1967.
Het vioolconcert bestaat uit drie delen:
1. Moderato
2. Adagio
3. Adagio - allegro

## Geschiedenis
Sjostakovitsj werd evenals in zijn eerste vioolconcert geïnspireerd door het spel van Ruslands vioolgrootmeester David Oistrach. Sjostakovitsj droeg dit werk dan ook aan Oistrach op. Sjostakovitsj zou het werk cadeau doen op de 60e verjaardag van Oistrach, maar vergiste zich en reikte het hem al een dag eerder aan.
Sjostakovitsj schreef dit werk na zijn hartaanval van 1966. Zijn tweede vioolconcert is bij uitstek een goed voorbeeld om zijn latere stijl te illustreren; een erg donkere, introverte toon met obscure thema's.
Dit tweede concert blijft echter in de schaduw staan van zijn illustere voorganger in a-mineur.

## Het concert
Zoals in zijn twee celloconcerten (celloconcert nr. 1 en nr. 2) is er een prominente rol weggelegd voor de hoorn.
Het Moderato opent terughoudend, maar gaat snel over in een gehaast gedeelte met het nodige slagwerk welke uitmondt in een dissonante climax. Een vioolsolo die is gebaseerd op het hoofdthema van het eerste deel volgt. Rustig gaan hierna viool en het orkest in een kleinere bezetting verder.
Het Adagio blijft in Sjostakovitsj' droevig gezette sfeer hangen. Sjostakovitsj schreef voor de viool een partij waarin de viool zich probeert te ontworstelen uit de dissonante toonzetting, wat niet lukt. Een cadenza volgt. De hoorn eindigt het tweede deel in een 
elegische solo die met veel geweld wordt weggeblazen door de opening van de finale.
Het derde deel wordt geopend met een bijtende conversatie tussen de viool en de hoorn. Het Allegro volgt; Sjostakovitsj probeert hierin "waanzin" te verwerken in de muziek. Een levendig chromatisch rondothema doet zich aan, echter met een duivels karakter wanneer men onder de notenbalken doorleest. Het orkest wordt onderbroken door de viool voor een cadenza. De finale doet zich aan; enige overwinning op al het donkere wat voorafging is te horen; de vraag blijft echter of de muzikale strijd tussen goed en kwaad die Sjostakovitsj neerzette is gestreden.